# Réserve naturelle de Hjälmö-Lådna
La réserve naturelle de Hjälmö-Lådna (en suédois : Hjälmö-Lådna naturreservat) est une réserve naturelle de l'archipel de Stockholm dans le comté de Stockholm en Suède,,.

## Présentation
La réserve comprend la majeure partie des îles Stora Hästnacken, Gränö, Hjälmö, Hjälmö västerholme, Lisslö, Lådna, Lådnaön, Norrgårdsö et Träskö-Storö.
Les îles de la réserve sont relativement peu exploitées car situées au milieu de l'archipel, mais il y a un peu d'agriculture et de sylviculture. Oppgården à Lådna est l'une des plus grandes fermes de l'archipel.
Les parties centrales de Lådna sont constituées d'un paysage agricole plus ancien à petite échelle avec des champs et des pâturages de petite à moyenne taille. Les forêts de la réserve sont caractérisées par une alternance de forêts de conifères et d'affleurements. 
Certaines parties présentent des forêts naturelles ressemblant à des forêts, comme sur Äspan et sur les caps de Lådnaön. La région est une zone très fréquentée pour la vie en plein air avec plusieurs beaux ports naturels, certains avec des plages de sable fin pour la baignade.

## Galerie

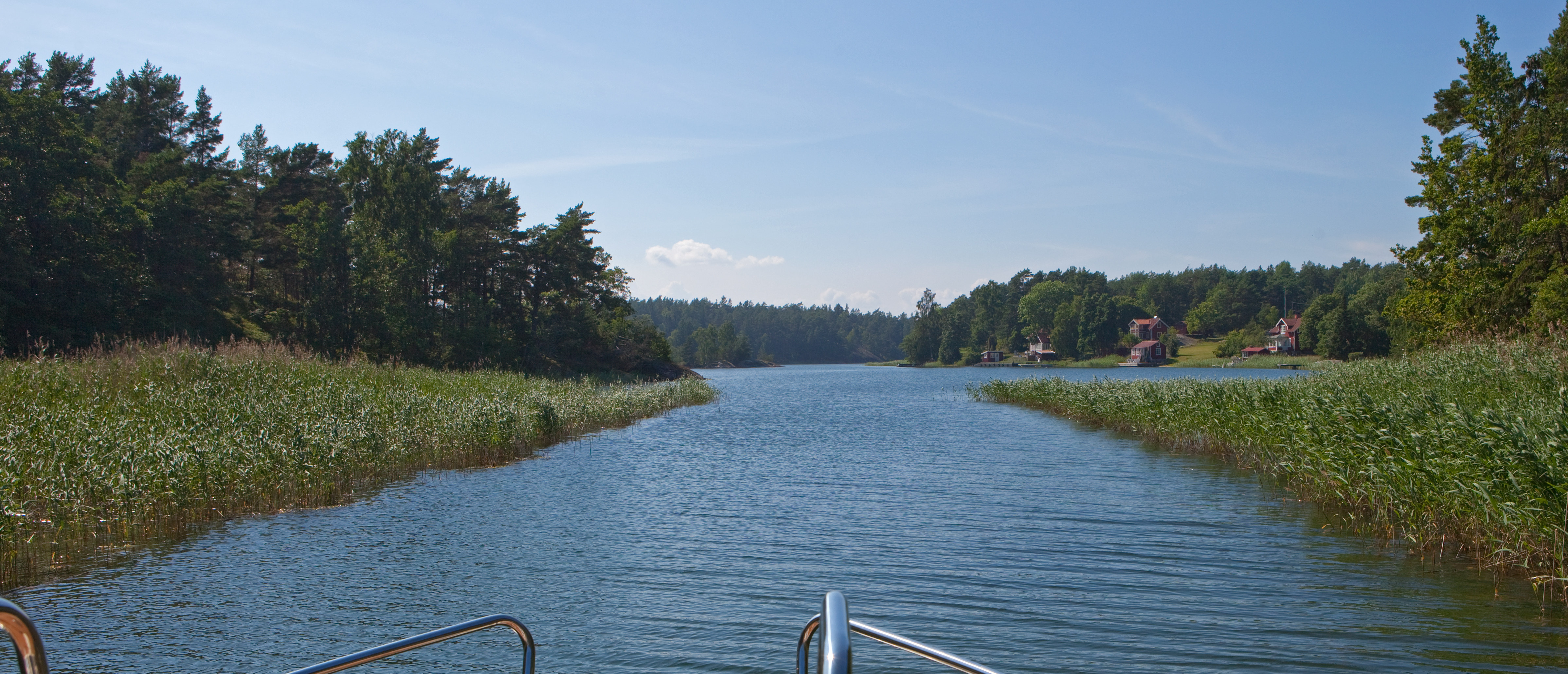
Dans le chenal entre les îles de Hjälmö (à gauche) et de Gränö (à droite).

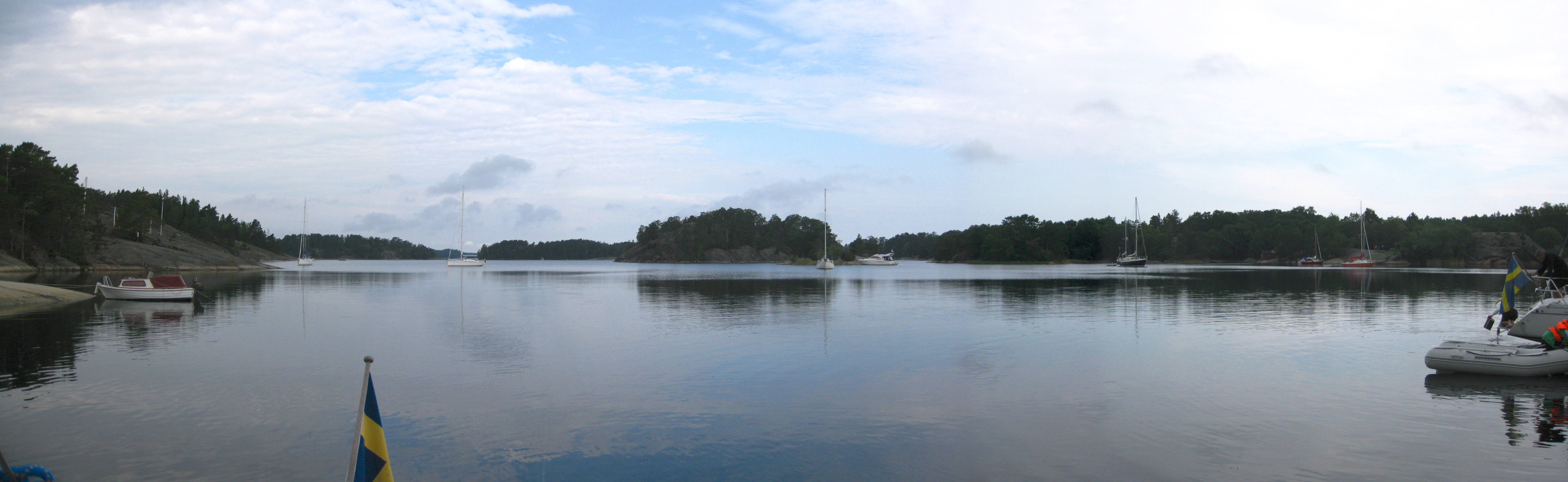
Träskö-Storö